# Dan Fink
Dan Trier Fink (10. oktober 1908 i Aabenraa – 24. november 1998 i Kettinge) var en dansk arkitekt. 

## Opvækst og uddannelse
Dan Fink blev født i Sønderjylland som søn af arkitekt Jep Fink og Esther Trier, som var datter af Ernst Trier. Han var bror til historikeren Troels Fink.
Han blev student fra Sorø Akademi 1927, var i lære som bygningssnedker 1928 og gik på Kunstakademiets Arkitektskole 1929-1932, var på Teknisk Højskole i Karlsruhe 1933 i forbindelse med et længere udlandsophold i Tyskland, Østrig, Schweiz og Italien 1933-34 (finansieret af Det Stoltenbergske Legat) og blev medarbejder hos faderen og Ivar Bentsen.

## Karriere
Dan Fink var medstifter og medlem af Kooperative Arkitekter 1934-38 og havde egen virksomhed 1938-72. Som arkitekt bevægede han sig fra funktionalismen i retning af modernismen, men uden at tabe det håndværksmæssige af syne.
Han fik stor indflydelse på arkitekturens faglige domæne, inden for hvilket standardisering af byggeelementer og dokumentation optog ham. Allerede i studietiden havde han medvirket til oprettelsen af Byggeteknisk Studiearkiv, som han blev den første leder af 1930-1979, og samtidig gjorde Ivar Bentsen ham til lærer i husbygning ved Kunstakademiets Arkitektskole 1933-39. Arkivet blev under hans førerskab et uundværligt dokumentationscenter for hele det arkitektfaglige område i tæt anknytning til arkitektuddannelsen. Fink var tillige formand for Statens Byggeforskningsinstituts komité for byggedokumentation 1950-79, medlem af CIB 1952-79 (International Council for Building Research Studies and Documentation), medlem af Boligministeriets generalbeskrivelsesudvalg 1955-67 og formand for Dansk Standardiseringsråds udvalg S-24 1974-1981. Han var udsendt af FN som rådgiver for den jugoslaviskeregering 1959, konsulent for det jugoslaviske center for udvikling af byggeri 1961, rådgiver for myndigheder i Chile 1968 og i Venezuela 1970 og var Ridder af Dannebrog.
Stiftede i 1996 Dan Trier Finks legat som gives til elever på Sorø Akademi, som udviser særlig hjælpsomhed overfor andre og som måske også er økonomisk trængende.

## Privatliv
Fink blev første gang gift 24. oktober 1941 med Lillian Butenschøn, f. 22. juli 1907, datter af grosserer Carl Butenschøn og hustru Ellen f. Klein. Parret stiftede Lillian og Dan Finks Fond, der støtter formidling af forsknings- og udviklingsresultater, og som administreres af Videnskabernes Selskab.
2.ægteskab med Ulla Fink Ulriques (født 14 oktober 1957), datter af vejformand Christian Petersen og hustru Astrid Petersen fra Felsted ved Aabenraa. 

## Værker
- Boligbebyggelse, Lyngbyvej, København (1938, for Kooperative Arkitekter, nu nedrevet)
- Præstehaven, Hasle ved Århus (1939, for Kooperative Arkitekter)
- Udvidelse af By- og Amtssygehuset i Aabenraa (1939-42, sammen med Jep Fink)
- Forsamlingshus på Skamlingsbanken (1940-41)
- Emdrupvænge, række- og etagehusbebyggelse for AAB, Emdrupvej, København (1940-45, sammen med Ivar Bentsen, vinduer ændret)
- Restaurering af Løjt Kirke ved Aabenraa (1941-44)
- Ombygning og indretning af Nørrebrogade 54, København, for Forlaget Fremad (1942-43)
- Indretning af Arbejderbevægelsens Bibliotek og Arkiv, Hjalmar Brantings Plads 5 (1944)
- Villa, Ejnar Holbølls Vej 4, Gentofte (1945)
- Udbygning af Lauritz Knudsen A/S, Haraldsgade 53, København (1948)
- Nybygning i Industriparken 32, Ballerup (1962)
- A/S Automatic, Tinghøjvej, Gladsaxe (1949)
- En fjerdedel af boligbebyggelsen Fortunparken, Kongens Lyngby (1950)
- Punkthus ved Bellahøj, København (1951-56)
- Boligbebyggelsen for AKB samt børneinstitutionen Kennedygården, Nøjsomhedsvej/Kirsteinsgade, Østerbro, København (1961-62)
- Villum Kann Rasmussen Industri A/S, Tobaksvejen 10, Søborg (1962)
- Boligbebyggelse og ungdomsgård, Sjælør Boulevard, København (1963-64)
- Dronning Ingrids Plejehjem og ældreboliger, sammesteds (1971)
- Boligbebyggelse, Lyngbyvej/Strødamsvej, København (1968)
- Børneinstitution, plejehjem og ældreboliger for Dansk Røde Kors, Vigerslevvej, København (1969)
- Kong Frederik IXs Plejehjem, Bag Søndermarken, København (1970)

### Projekter
- Bebyggelse ved Lersø Parkallé/Strødamsvej, København (1946)
- Bebyggelse ved Henriksholm i Vedbæk (1946)